# Xanthocampoplex chinensis
Xanthocampoplex chinensis là một loài tò vò trong họ Ichneumonidae.